# Bootes-Superhaufen
Der Bootes-Superhaufen ist ein Superhaufen von Galaxien, der sich im Sternbild Bärenhüter befindet und an den Superhaufen Corona Borealis grenzt, mit dem er wahrscheinlich durch ein Filament von Galaxien verbunden ist, sowie an die Bootes Void, ein Gebiet des Universums mit einer minimalen Konzentration von Galaxien (bisher wurden weniger als hundert identifiziert) mit einem Durchmesser von etwa 300 Millionen Lichtjahren. Im Bootes-Superhaufen gibt es zwei Konzentrationen von Galaxienhaufen namens SCL 349 und SCL 351, die 830 Millionen bzw. 1 Milliarde Lichtjahre von der Erde entfernt sind.

## Mitglieder
| Name des Galaxienhaufens (Abell) | Rektaszension | Deklination  | Rotverschiebung | Entfernung (Millionen von Lichtjahre) | „Richness“-Klasse |
| -------------------------------- | ------------- | ------------ | --------------- | ------------------------------------- | ----------------- |
| Abell 1781                       | 13h 44m 29s   | +29° 50′ 58″ | 0,0606          | 820                                   | 0                 |
| Abell 1795                       | 13h 48m 53s   | +26° 35′ 44″ | 0,0619          | 840                                   | 2                 |
| Abell 1825                       | 13h 58m 2s    | +20° 38′ 11″ | 0,0583          | 790                                   | 0                 |
| Abell 1827                       | 13h 58m 14s   | +21° 42′ 25″ | 0,0642          | 870                                   | 1                 |
| Abell 1828                       | 13h 58m 23s   | +18° 23′ 26″ | 0,0611          | 840                                   | 1                 |
| Abell 1831                       | 13h 59m 17,5s | +27° 58′ 22″ | 0,0603          | 815                                   | 1                 |
| Abell 1775                       | 13h 41m 9s    | +26° 22′ 19″ | 0,0705          | 950                                   | 2                 |
| Abell 1800                       | 13h 49m 7s    |              | 0,0743          | 1000                                  | 0                 |
| Abell 1861                       | 14h 07m 5s    |              |                 |                                       | 1                 |
| Abell 1873                       | 14h 11m 7s    |              | 0,0764          | 1025                                  | 0                 |
| Abell 1898                       | 14h 20m 6s    |              | 0,0762          | 1025                                  | 1                 |

Beispielbilder
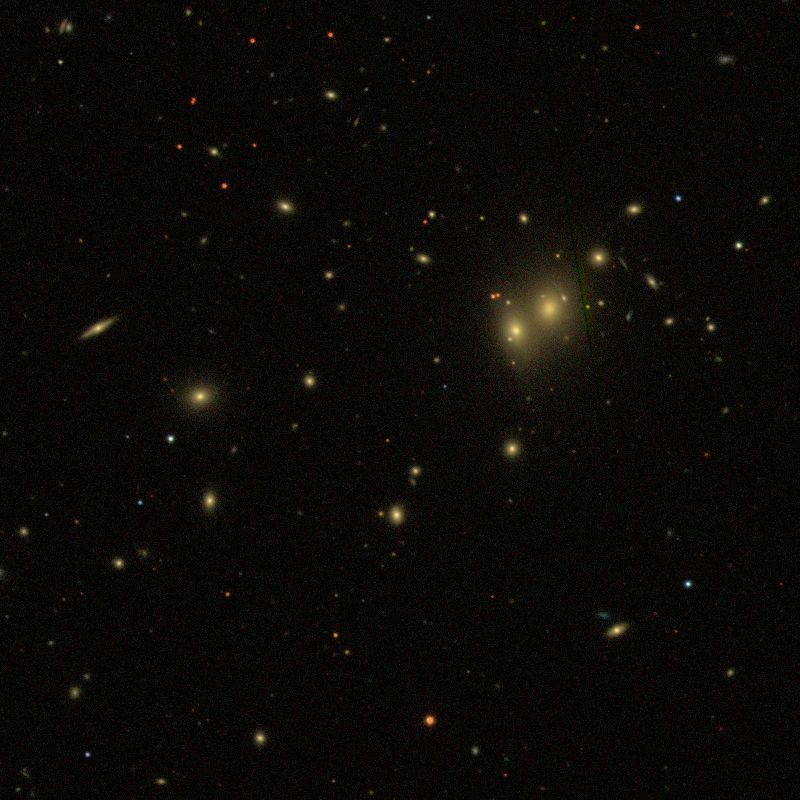
Abell 1775
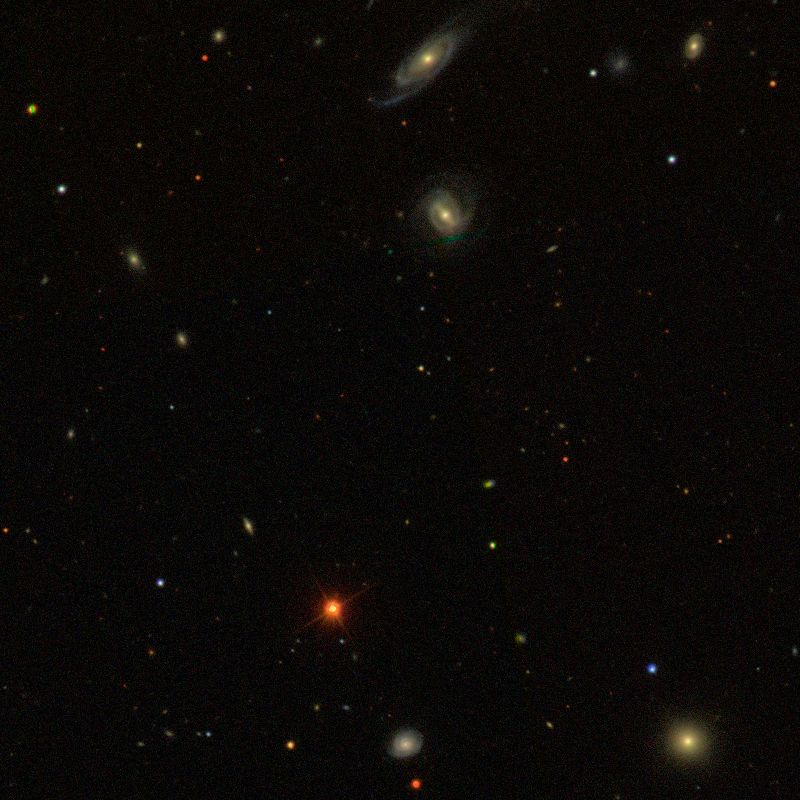
Abell 1781
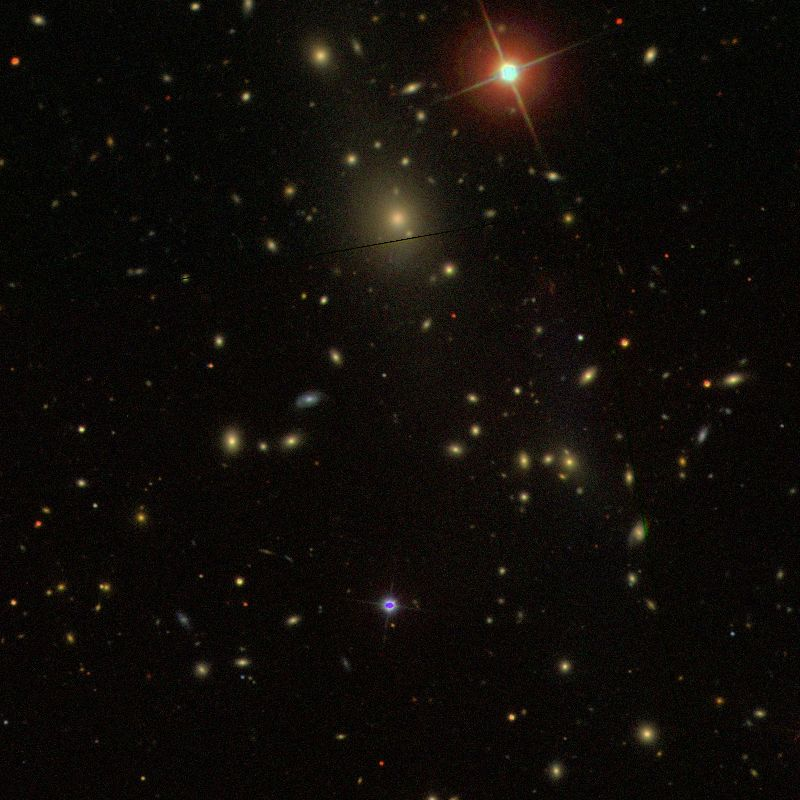
Abell 1795
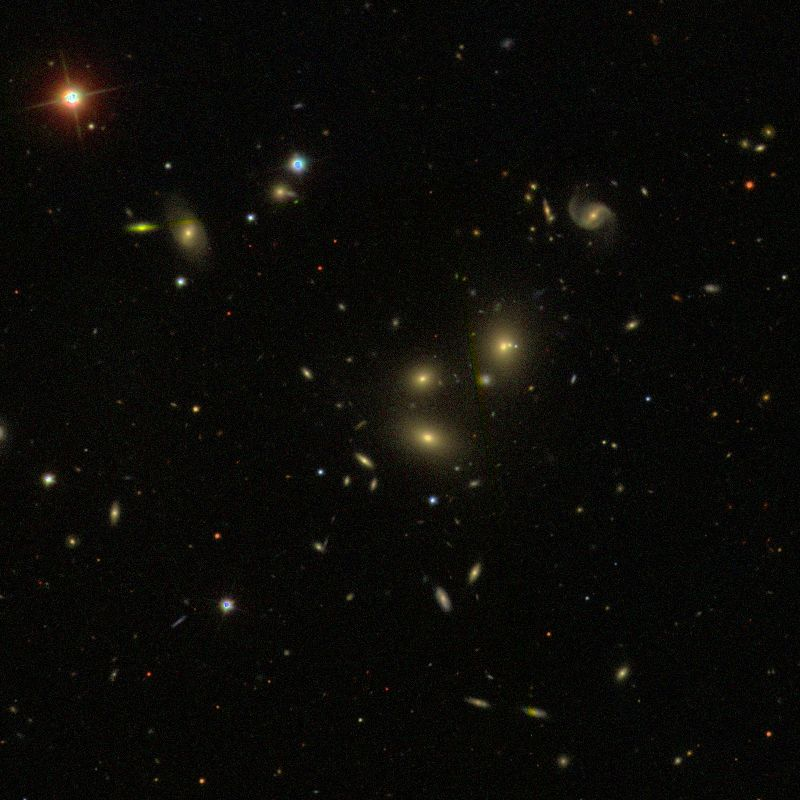
Abell 1825
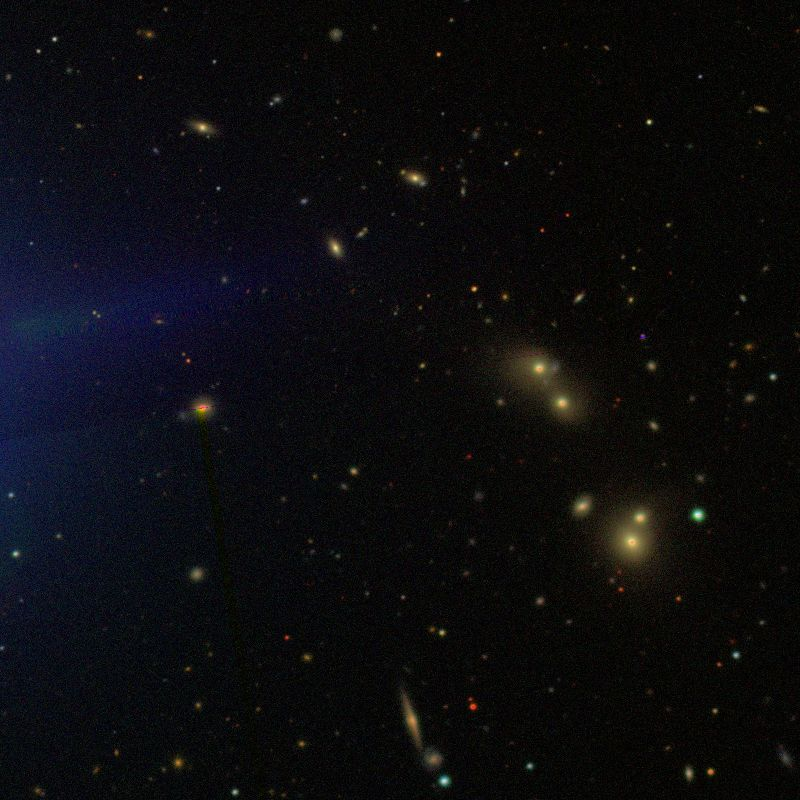
Abell 1827
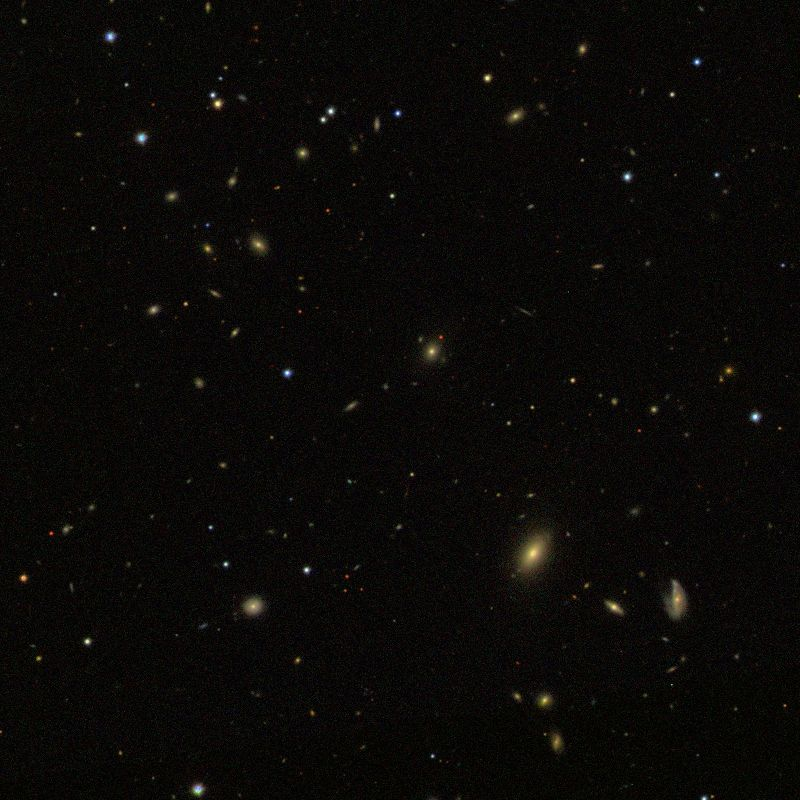
Abell 1828
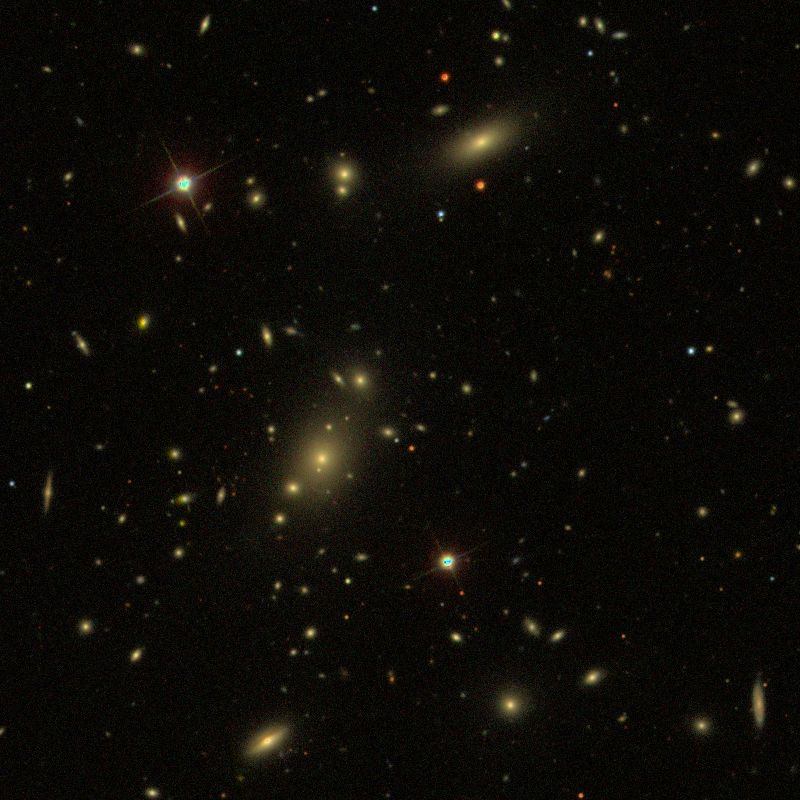
Abell 1831
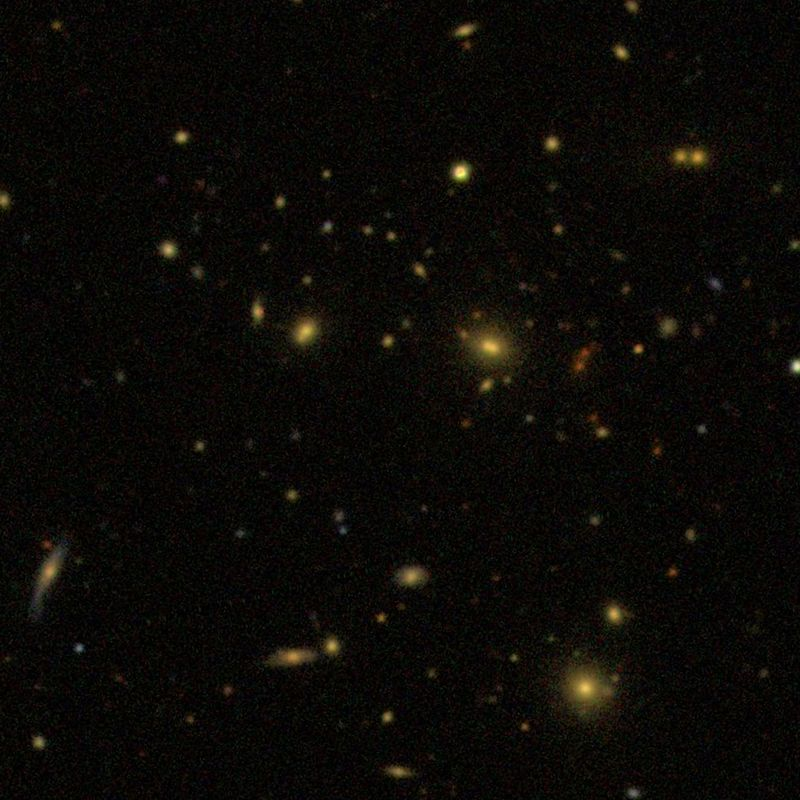
Abell 1861